# 小栗康平
小栗 康平（1945年10月29日—）是一位日本電影導演與劇本作家，出生於群馬縣。

## 生平
小栗康平於早稻田大學畢業後，進入浦山桐郎門下學習電影。之後則在山本迪夫、大林宣彦、篠田正浩等導演身旁擔任副導演。他在1981年執導首部電影《泥河》獲得許多正面的評價，獲得莫斯科影展銀喬治獎，並入圍奧斯卡最佳外語片獎。
1984年，小栗康平以《為了伽耶子》獲得柏林影展藝術戲劇聯盟獎；1990年，他將島尾敏雄小說改編為《死之棘》，獲得坎城影展評審團大獎。1996年，《沉睡的男人》獲得柏林影展藝術電影聯盟獎及蒙特婁世界電影節評審特別大獎。
2006年，小栗康平獲得紫綬褒章。2019年春，小栗康平獲得旭日小綬章。

## 作品
- 1981年：《泥河》
- 1984年：《為了伽耶子》
- 1990年：《死之棘》
- 1996年：《沉睡的男人》
- 2005年：《被埋葬的樹木》
- 2015年：《FOUJITA 》

## 著作
- 『哀切と痛切』径書房、1987年1月。平凡社ライブラリー、1996年
- 『アフリカから日本へのメッセージ』センベーヌ・ウスマンとの共著、岩波ブックレット、1989年。
- 『見ること、在ること』平凡社、1996年
- 『映画を見る眼』日本放送出版協会、2005年
- 『時間をほどく』朝日新聞社、2006年
- 『じっとしている唄』白水社 2015

## 外部連結
- Kôhei Oguri在互联网电影资料库（IMDb）上的資料（英文）
- 小栗康平オフィシャルサイト ─OGURI.info （页面存档备份，存于）